# Screwball
Der Screwball (Engl. für „Schraubenwurf“) ist eine Wurftechnik eines Pitchers im Baseball. Hierbei wird der Baseball vom Werfer aus gesehen mit einem Drall nach außen geworfen. Somit unterscheidet sich der Screwball von anderen Effetwürfen wie dem Curveball oder dem Slider, die entweder nach innen und/oder nach unten ausbrechen.
Zwei der bekanntesten Screwball-Pitcher waren Carl Hubbell und Christy Mathewson von den New York Giants. Ihre Screwballs wurden von der damaligen Baseballwelt als so ausgefallen angesehen, dass das Wort Screwball im Merriam-Webster’s Collegiate Dictionary seit den 1930er-Jahren sprichwörtlich als Synonym für eine „skurrile, exzentrisch oder verrückte Person“ (Engl.: a screwball is a whimsical, eccentric or crazy person) gilt. 
Der Screwball ist Namenspate der Screwball-Komödie, in der solche ausgefallenen Figuren die Hauptrolle spielen.